# Юрвиль (Кальвадос)
Юрви́ль (фр. Urville) — коммуна во Франции, находится в регионе Нижняя Нормандия. Департамент коммуны — Кальвадос. Входит в состав кантона Бретвиль-сюр-Лез. Округ коммуны — Кан.
Код INSEE коммуны — 14719.

## Население
Население коммуны на 2010 год составляло 502 человека.
| 1962 | 1968 | 1975 | 1982 | 1990 | 1999 | 2010 |
| ---- | ---- | ---- | ---- | ---- | ---- | ---- |
| 470  | 484  | 501  | 543  | 519  | 478  | 502  |

## Экономика
В 2010 году среди 320 человек трудоспособного возраста (15—64 лет) 233 были экономически активными, 87 — неактивными (показатель активности — 72,8 %, в 1999 году было 71,7 %). Из 233 активных жителей работали 218 человек (110 мужчин и 108 женщин), безработных было 15 (6 мужчин и 9 женщин). Среди 87 неактивных 28 человек были учениками или студентами, 42 — пенсионерами, 17 были неактивными по другим причинам.